# Brugairolles
Brugairolles (okzitanisch: Brugairolas) ist eine südfranzösische Gemeinde mit 301 Einwohnern (Stand 1. Januar 2022) im Zentrum des Départements Aude in der Region Okzitanien (vor 2016 Languedoc-Roussillon). Die Gemeinde gehört zum Arrondissement Limoux (bis 2017 Limoux) und zum Kanton La Piège au Razès. Die Einwohner werden Brugairollais genannt.

## Lage
Brugairolles liegt in der südöstlichen Randzone des Lauragais in der ehemaligen Grafschaft Razès etwa 23 Kilometer südwestlich von Carcassonne. Umgeben wird Brugairolles von den Nachbargemeinden Montréal im Norden, Villarzel-du-Razès im Nordosten und Osten, Malviès im Osten und Südosten, Routier im Süden und Südwesten, Cambieure im Westen sowie Cailhau im Westen und Nordwesten.

## Bevölkerungsentwicklung
| Jahr                       | 1962 | 1968 | 1975 | 1982 | 1990 | 1999 | 2006 | 2019 |
| Einwohner                  | 252  | 267  | 221  | 199  | 207  | 196  | 236  | 283  |
| Quellen: Cassini und INSEE |      |      |      |      |      |      |      |      |

## Sehenswürdigkeiten
- Kirche Saint-Julien aus dem 19. Jahrhundert
- Schloss Brugairolles, ursprünglich Burg aus dem 12. Jahrhundert